# Minamoto no Yoshishige
Minamoto Yoshishige (源义重, , 1135-1202) é o fundador do ramo Nitta  do clã samurai Minamoto, mas que não lutaram ao lado dos ramos principais dos Minamoto nas Guerras Genpei . Também era conhecido como Nitta Tarō ou Nitta Yoshishige .

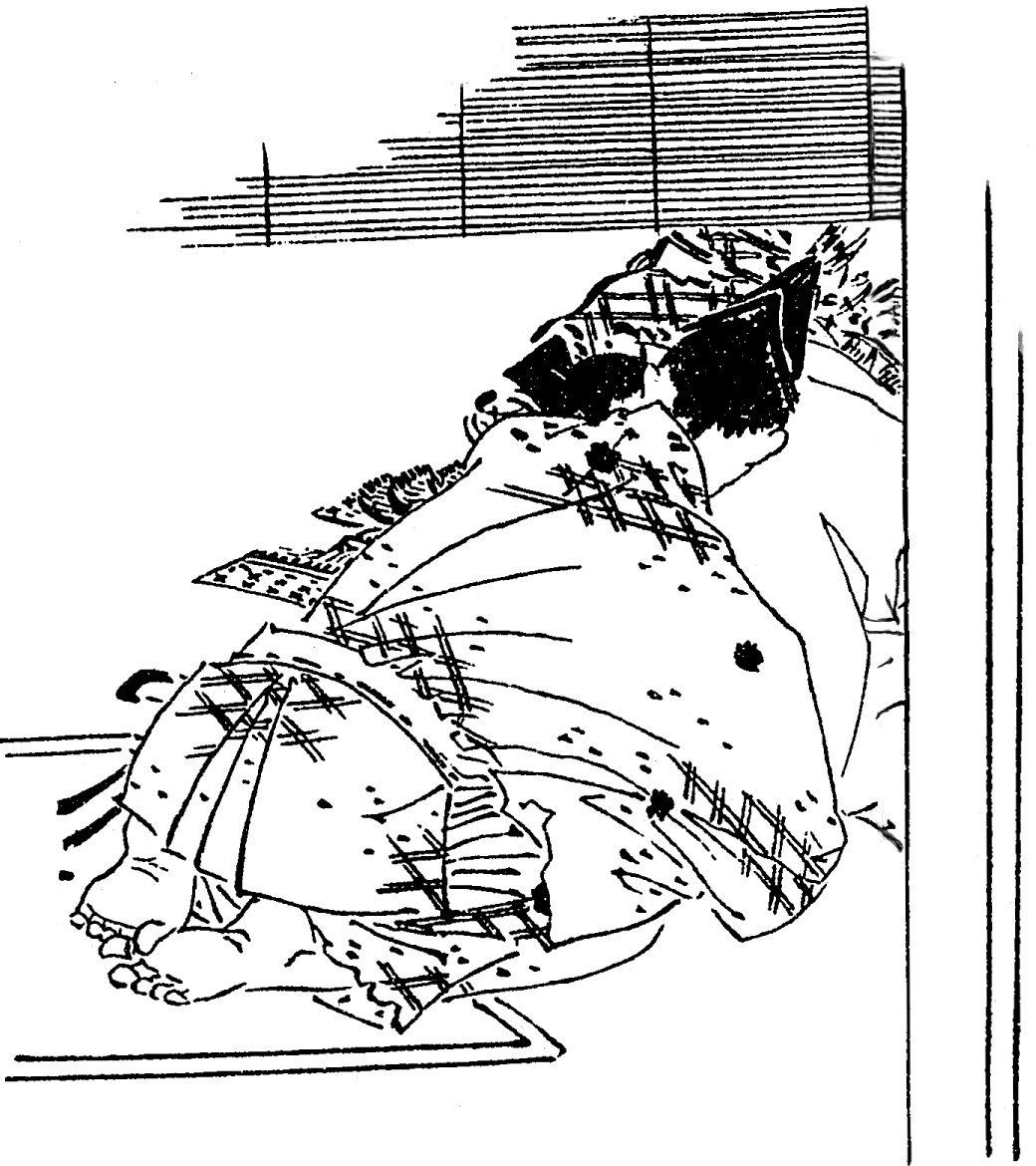
Minamoto no Yoshishige

Seu pai foi Minamoto no Yoshikuni e seu avô Minamoto no Yoshiie .
Quatro séculos depois de sua morte, Yoshishige foi nomeado postumamente Chinjufu-shogun , ou comandante da defesa do Norte em 1611 por Tokugawa Hidetada , o segundo Shōgun Tokugawa . O Clã Tokugawa afirmava descender dos Nitta  .
De acordo com o Tokugawa Jikki, os Tokugawa reivindicavam a descendência da família Seiwa Genji através do Ramo Kōzuke da Família Nitta. Esta foi a linha como esta reivindicação foi estabelecida: o neto do Imperador Seiwa, Tsunemoto, assumiu o sobrenome Minamoto. O quinto descendente de Tsunemoto foi Minamoto no Yoshiie também chamado Hachimantarō (1039-1106), o ancestral da linha shogunal dos Minamoto. Quando o herdeiro de Yoshiie, Tsushima no Kami Yoshichika, rebelou-se, seu irmão mais novo, Yoshikuni, que serviu como kebiishi (Capitão da Central de Polícia), foi colocado sob prisão domiciliar na mansão dos Ashikaga  na Província de Shimotsuke. O segundo filho de Yoshikuni, Yoshishige, morava na mansão Nitta da Província de Kōzuke e se tornou o fundador do Clã Nitta. Nitta Yoshishige teve sete filhos. Seu primeiro filho, Yoshinori, se tornou o fundador do Clã Yamana .